# Bever (Suisse)
Pour les articles homonymes, voir Bever.
Bever (, romanche :  ; en allemand et officiellement jusqu'en 1943 Bevers ; en italien historique Bevero) est une commune suisse de 627 habitants de la région de Maloja dans le canton des Grisons. Elle est traversée par l'Inn.
Elle se compose du village de Bever et du hameau de Spinas, dans le Val Bever, à l'entrée du tunnel de l'Albula. Elle se situe au pied des 3 000 m des Beverser Hausberges Crasta Mora.
Le centre du village est reconnu par l'inventaire suisse des biens culturels d'importance nationale et régionale. Bever est primé par la Fondation suisse pour la protection et l'aménagement du paysage en 1976, et par la Ligue suisse pour la protection de la nature (actuellement Pro Natura) en 1985.

## Histoire

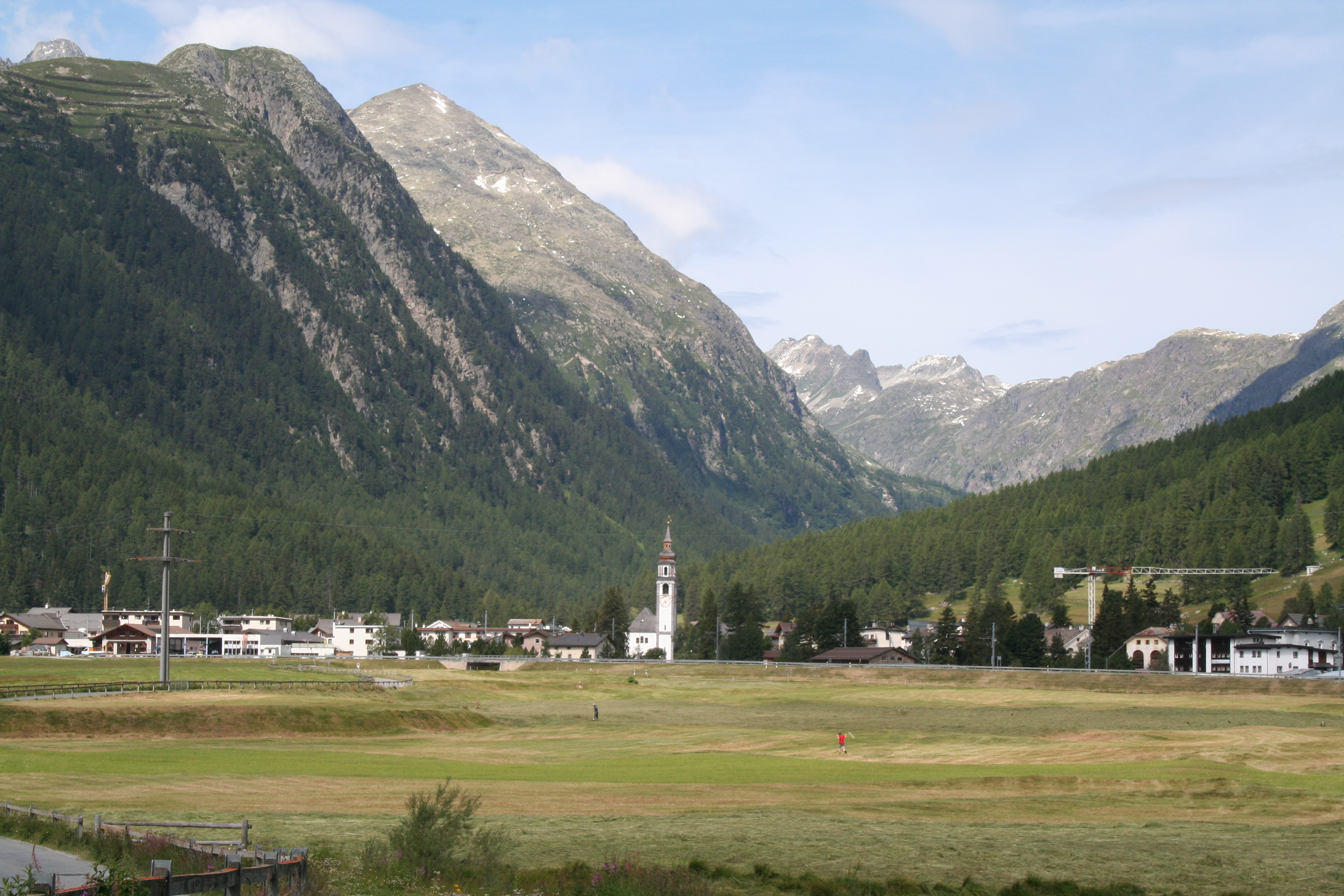
Vue de Bever.

Une faucille préhistorique et des vestiges du Moyen Âge témoignent d’habitats anciens. Entre le haut Moyen Age et le XIXe siècle, la région participe à l’histoire politique et juridique de la Haute-Engadine. L’église Saint-Jacques avec ses fresques gothiques, date du XIVe siècle. En 1552, Bever adopte la Réforme protestante.
Les Chemins de fer rhétiques desservent Bever et Spinas dès 1903, puis prolongent la ligne vers la basse Engadine en 1913. Les bâtiments anciens sont préservés après le rejet en 1971 d’un gros projet touristique.

## Toponymie
Bever (en allemand Bevers) dérive de la racine celte bebros qui signifie castor (Biber en allemand).
Bever est mentionné pour la première fois en 1139 sous le nom d'annonce Bevero.

## Blason
Blason : En or (jaune) saint Jacques de Zébédée marchant en robe bleue, avec un Bourdon de pèlerin.
Il représente le patron de l'église réformée de  Bever aux couleurs interverties du blason de la Haute-Engadine.

## Géographie
Bever a une superficie (selon l'enquête 2004/09) de 45,75 km². Environ 15,3 % de cette superficie sont utilisés à des fins agricoles, tandis que 15,1 % sont boisés. Sur le reste des terres, 1,2 % sont habités (bâtiments ou routes) et 68,4 % sont des terres improductives. Au cours des décennies 1979/85-2004/09, la quantité de terres colonisées a augmenté de 9 ha  et les terres agricoles ont diminué de 41 ha.
Elle est située sur la rive gauche de l'Inn  et le lac artificiel de Lej da Gravatscha est à proximité. Au niveau de la commune, l'Inn reçoit comme affluent le Beverin. Le cours de l'Inn est revitalisé par des travaux conçus en 1999 pour le rendre à l'état naturel.
Bevero est à 9 km de Saint-Moritz, 58 km de Tirano, 70 km de Coire et 133 km de Lugano.
Le point culminant de la commune est le sommet du Piz Calderas (3 397 m), à la frontière avec Surses.

## Démographie
En décembre 2019, Bever a une population de 607 habitants. En 2013, 17,4 % de la population étaient des ressortissants étrangers résidents. Au cours des années 2010-2013 la population a diminué de 4,09%. En 2013, le taux de natalité dans la commune était de 3,2 pour mille habitants tandis que le taux de mortalité était de 7,9.
En 2000, la répartition par sexe de la population était de 51,5 % d'hommes et de 48,5 % de femmes.
En 2013, les enfants et les adolescents (0-19 ans) représentaient 14,8% de la population, tandis que les adultes (20-64 ans) représentaient 68,6 % et les personnes âgées (plus de 64 ans) 16,6 %.
En 2013, il y avait 289 ménages privés à Bever avec une taille moyenne de ménage de 2,17 personnes. Sur les 183 immeubles habités de la ville en 2000, environ 39,9 % étaient des maisons unifamiliales et 37,2 % étaient des immeubles multifamiliaux. Environ 32,8 % des bâtiments ont été construits avant 1919, tandis que 19,1 % ont été construits entre 1991 et 2000. En 2012, il n'y a eu aucune nouvelle construction de logement dans la commune. Le taux de vacance de la commune, en 2014, était de 0,32 %.
Le tableau d'évolution démographique est le suivant :

## Administration
Jusqu'en 2017, la municipalité était située dans le sous-district d'Oberengadin du district de Maloja, depuis, elle fait partie de la région de Maloja.

## Politique

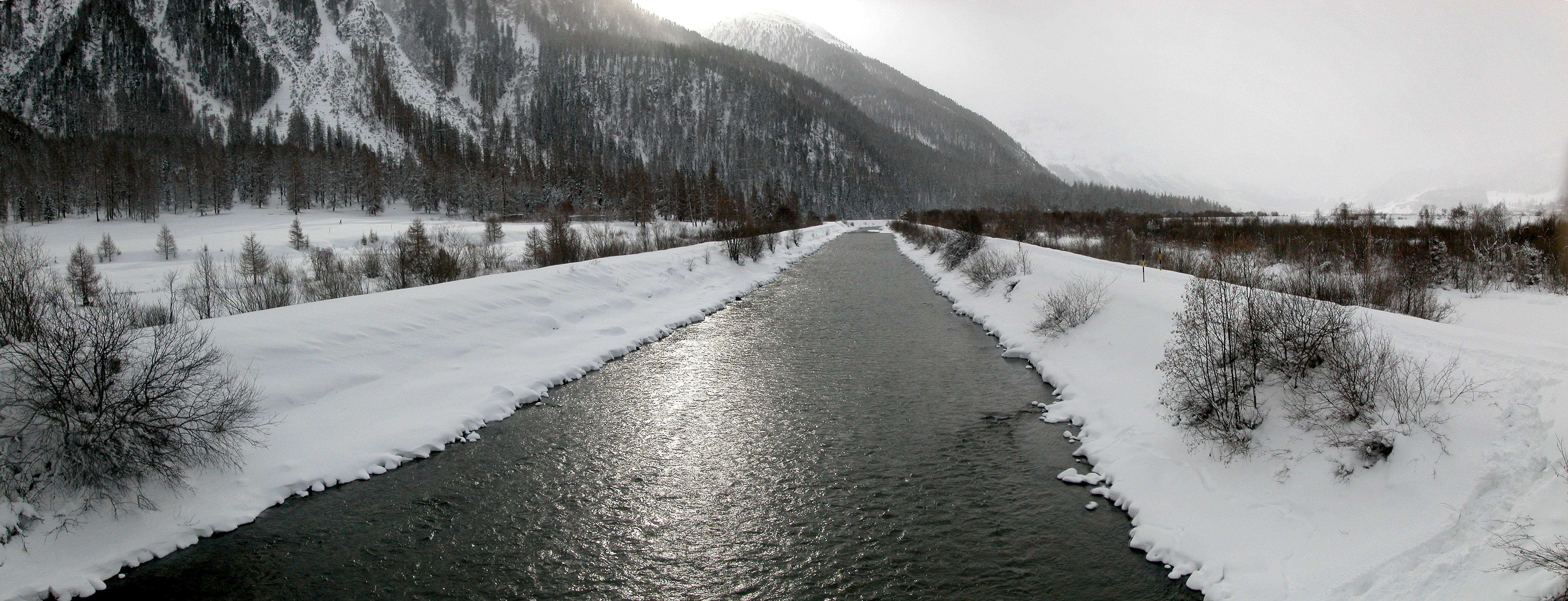
L'Inn à Bever.

Aux élections fédérales suisses de 2015, le parti le plus populaire était l'Union démocratique du centre (UDC) avec 28,4 % des voix. Les trois autres partis les plus populaires étaient le Parti socialiste suisse (SP) (26,0 %), le Parti libéral-radical (FDP) (15,5 %) et le BDP (14,4 %). Aux élections fédérales, 242 votes se sont exprimés et le taux de participation électorale était de 51,9 %. L'élection de 2015 a vu un grand changement dans le vote par rapport à 2011 : le pourcentage des suffrages recueillis par l'UDC a fortement augmenté, passant de 22,5 % en 2011 à 28,4 %.
Aux élections fédérales suisses de 2007, le parti le plus populaire était le SP qui a obtenu 34,8 % des voix. Les trois autres partis les plus populaires étaient l'UDC (30,9 %), le FDP (20 %) et les petits partis locaux de droite (7,5 %).

## Éducation
Environ 80,5 % de la population (entre 25 et 64 ans) a terminé soit l'enseignement secondaire supérieur non obligatoire, soit l'enseignement supérieur complémentaire (soit une université, soit une haute école spécialisée/Fachhochschule).

## Langues

Photo aérienne prise à 2100 m par Walter Mittelholzer (1919).

En 2000, la plupart de la population parle l'allemand (66,6 %), le romanche étant la deuxième langue la plus répandue (18,9 %) et l'italien la troisième (11,7 %). Jusqu'au milieu du XIXe siècle, toute la population de la Haute-Engadin romanche parlait le dialecte Haut-engadinois. En raison de l'augmentation du commerce avec le monde extérieur, l'usage du romanche a commencé à décliner. En 1880, environ 81 % de la population parlait le romanche comme première langue, alors qu'en 1910 elle n'était que de 59 %. La dernière fois que le romanche fut la langue majoritaire à Bever est 1941 ; après la Seconde Guerre mondiale, l'allemand est devenu la langue majoritaire. Aujourd'hui, l'allemand est la langue des autorités. La part du romanche décline de 80 % à 5,4 % entre  1860 et 1990. Cependant, dans les années 1990, de nombreux germanophones se sont éloignés du village, ce qui a entraîné une augmentation du pourcentage de locuteurs en romanche. En 1990, 47 % de la population comprenaient le romanche, et en 2000, 45 %.
Le dialecte local de Bevers a conservé quelques particularités, telles que le B. autrement inconnu en Engadine (buma saira au lieu de buna saira « bonsoir »).

## Économie
En 2012, 335 personnes étaient actives dont 22 personnes qui travaillaient dans sept entreprises du secteur primaire. Le secteur secondaire employait 144 travailleurs dans huit entreprises distinctes. Enfin, le secteur tertiaire fournissait 169 emplois dans 50 entreprises. En 2013, 0,0 % de la population bénéficiait de l'aide sociale.

## Transports
La commune dispose de deux gares ferroviaires, Bever et Spinas. Les deux sont sur des lignes des Chemins de fer rhétiques de l'Albula et de l'Engadine.et ont un service régulier vers Saint-Moritz, Scuol-Tarasp, Coire, Landquart et Pontresina. La ligne de l'Albula se termine au sud-ouest de Bever dans la station thermale et de sports d'hiver de Saint-Moritz, d'où Tirano en Lombardie (Italie) est accessible via la ligne de la Bernina. Depuis Bever, l'Inn suit la ligne de l'Engadine du RhB jusqu'à Scuol.

## Monuments et lieux d'intérêt
L'église réformée a été reconstruite en 1667 par Giovanni Caserin et Francesco Pancera.
La route de Bever à Spinas a été appelée la route des contes de fées de l'Engadine (via delle fiabe dell'Engadina). La tradition remonte au XVIIIe siècle, recueillie par les femmes locales. Des sculptures sur bois, avec des livres gigantesques, sont installées sur le chemin.

## Personnalités
- Giachem Guidon (* 1961), skieur de fond

## Galerie

Bever, photo aérienne de Werner Friedli, 1954.
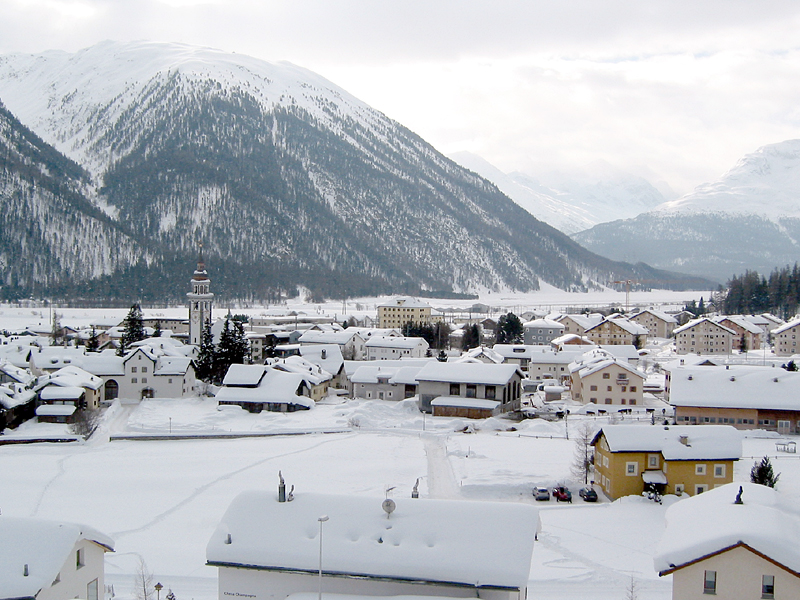
En hiver.
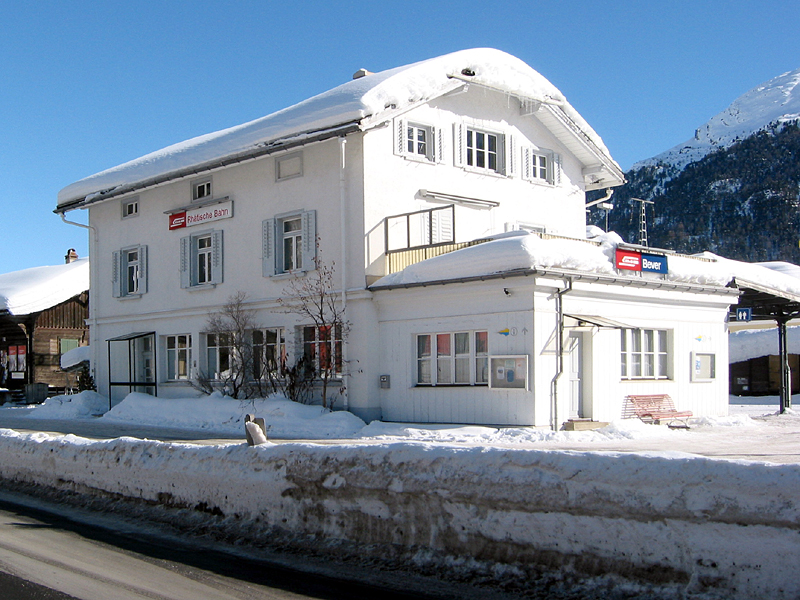
Gare.
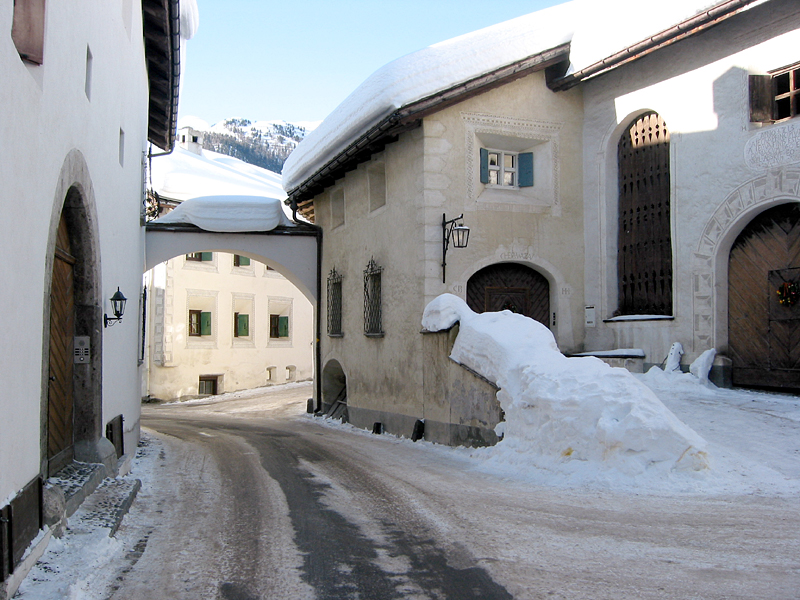
Vue caractéristique du centre du village.
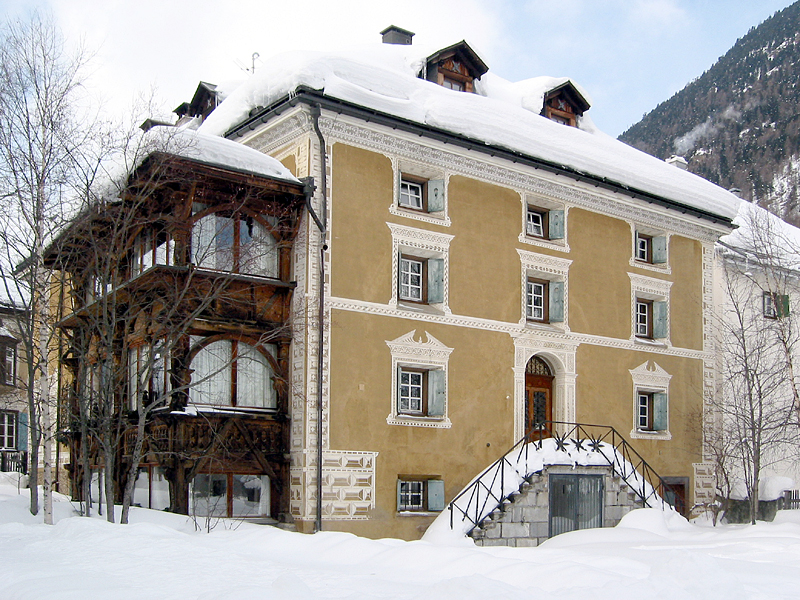
Hotel Chesa Salis.
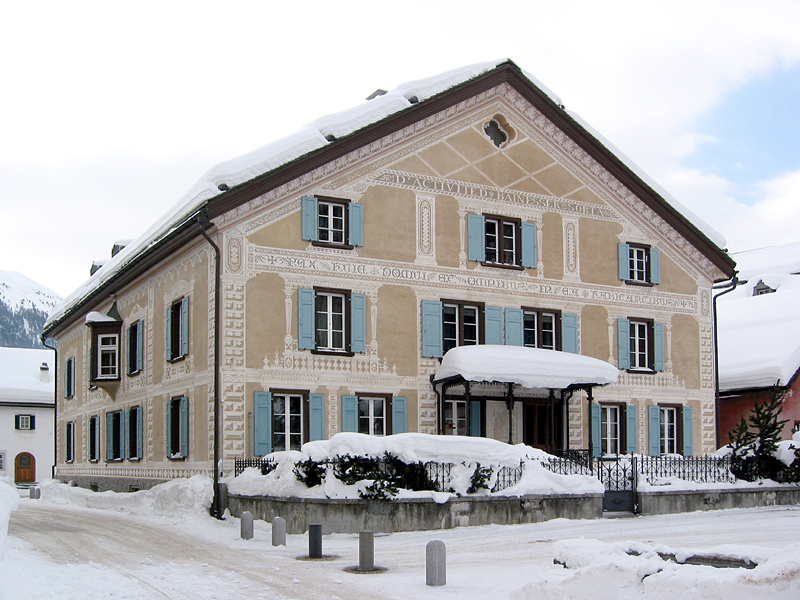
Maison dans le centre historique.